# Turn- und Sportverein Unterhaching 1910 2022-2023
Questa voce raccoglie le informazioni riguardanti il Turn- und Sportverein Unterhaching 1910 nelle competizioni ufficiali della stagione 2022-2023.

## Stagione
Il Turn- und Sportverein Unterhaching 1910 partecipa alla stagione 2022-23 con la denominazione sponsorizzata TSV Haching München.
In 1. Bundesliga ottiene un ottavo posto in regular season, qualificandosi per i play-off scudetto, dove viene eliminato dallo Charlottenburg. In Coppa di Germania non supera gli ottavi di finale, sconfitto dallo Schwaig, mentre in Coppa di Lega perde tutti e tre gli incontri, classificandosi all'ottavo e ultimo posto.

## Organigramma societario
Area direttiva
- Presidente: Mihai Paduretu

Area tecnica
- Allenatore: Bogdan Tănase
- Allenatore in seconda: Stanislav Pochop
- Assistente allenatore: Frank Kahlmann
- Scoutman: Adis Katanović

Area sanitaria
- Medico: Michael Röttinger, Thomas Stahl, Stephan Thiel
- Fisioterapista: Carolin Friedrich, Guerino Iannucci

## Rosa
| N° | Nome                  | Ruolo | Data di nascita   | Nazionalità sportiva |
| -- | --------------------- | ----- | ----------------- | -------------------- |
| 1  | Marcell Mikuláss-Koch | P     | 23 ottobre 2002   | Ungheria             |
| 2  | Mika Takano           | L     | 3 maggio 2008     | Germania             |
| 3  | Florian Krenkel       | S     | 17 febbraio 2001  | Germania             |
| 4  | Paul Gehringer        | C     | 29 ottobre 2000   | Germania             |
| 5  | Philipp Schumann      | O     | 2 maggio 1993     | Germania             |
| 8  | Quentin Zeller        | S     | 29 marzo 1994     | Svizzera             |
| 9  | Jere Heiskanen        | S     | 27 luglio 2000    | Finlandia            |
| 10 | Daniel Günther        | C     | 24 ottobre 2005   | Germania             |
| 11 | Juro Petrusic         | O     | 22 maggio 2003    | Germania             |
| 12 | Mark Gumenjuk         | C     | 24 gennaio 2000   | Germania             |
| 13 | Sebastian Rösler      | C     | 2 novembre 2001   | Germania             |
| 15 | Patrick Rupprecht     | S     | 28 maggio 2003    | Germania             |
| 17 | Eric Paduretu         | P     | 20 settembre 1999 | Germania             |
| 18 | Mohamed Chefai        | L     | 13 settembre 1994 | Tunisia              |

## Statistiche

### Statistiche di squadra
| Competizione      | Punti | In casa | In casa | In casa | In trasferta | In trasferta | In trasferta | Totale | Totale | Totale |
| Competizione      | Punti | G       | V       | P       | G            | V            | P            | G      | V      | P      |
| ----------------- | ----- | ------- | ------- | ------- | ------------ | ------------ | ------------ | ------ | ------ | ------ |
| 1. Bundesliga     | 9/7   | 12      | 2       | 10      | 13           | 2            | 11           | 25     | 4      | 21     |
| Coppa di Germania | -     | 0       | 0       | 0       | 1            | 0            | 1            | 1      | 0      | 1      |
| Coppa di Lega     | -     | -       | -       | -       | -            | -            | -            | 3      | 0      | 3      |
| Totale            | -     | 12      | 2       | 10      | 14           | 2            | 12           | 29     | 4      | 25     |

G = partite giocate; V = partite vinte; P = partite perse

### Statistiche dei giocatori
| Giocatore        | 1. Bundesliga | 1. Bundesliga | 1. Bundesliga | 1. Bundesliga | 1. Bundesliga | Coppa di Germania | Coppa di Germania | Coppa di Germania | Coppa di Germania | Coppa di Germania | Coppa di Lega | Coppa di Lega | Coppa di Lega | Coppa di Lega | Coppa di Lega | Totale | Totale | Totale | Totale | Totale |
| Giocatore        | P             | PT            | AV            | MV            | BV            | P                 | PT                | AV                | MV                | BV                | P             | PT            | AV            | MV            | BV            | P      | PT     | AV     | MV     | BV     |
| ---------------- | ------------- | ------------- | ------------- | ------------- | ------------- | ----------------- | ----------------- | ----------------- | ----------------- | ----------------- | ------------- | ------------- | ------------- | ------------- | ------------- | ------ | ------ | ------ | ------ | ------ |
| M. Chefai        | 23            | 0             | 0             | 0             | 0             | 1                 | 0                 | 0                 | 0                 | 0                 | 3             | 0             | 0             | 0             | 0             | 27     | 0      | 0      | 0      | 0      |
| P. Gehringer     | 9             | 9             | 7             | 2             | 0             | 1                 | 1                 | 1                 | 0                 | 0                 | 3             | 16            | 10            | 5             | 1             | 13     | 26     | 18     | 7      | 1      |
| M. Gumenjuk      | 24            | 67            | 34            | 25            | 8             | 1                 | 3                 | 2                 | 1                 | 0                 | 3             | 15            | 12            | 2             | 1             | 28     | 85     | 48     | 28     | 9      |
| D. Günther       | 9             | 12            | 3             | 5             | 4             | 0                 | 0                 | 0                 | 0                 | 0                 | -             | -             | -             | -             | -             | 9      | 12     | 3      | 5      | 4      |
| J. Heiskanen     | 14            | 60            | 53            | 3             | 4             | 1                 | 17                | 16                | 0                 | 1                 | 3             | 29            | 26            | 2             | 1             | 18     | 106    | 95     | 5      | 6      |
| F. Krenkel       | 19            | 57            | 49            | 5             | 3             | 0                 | 0                 | 0                 | 0                 | 0                 | 2             | 0             | 0             | 0             | 0             | 21     | 57     | 49     | 5      | 3      |
| M. Mikuláss-Koch | 25            | 28            | 9             | 13            | 6             | 1                 | 5                 | 0                 | 5                 | 0                 | 3             | 8             | 4             | 2             | 2             | 29     | 41     | 13     | 20     | 8      |
| E. Paduretu      | 21            | 14            | 8             | 3             | 3             | 1                 | 0                 | 0                 | 0                 | 0                 | 0             | 0             | 0             | 0             | 0             | 76     | 14     | 8      | 3      | 3      |
| J. Petrusic      | 18            | 126           | 112           | 10            | 4             | 1                 | 9                 | 9                 | 0                 | 0                 | 0             | 0             | 0             | 0             | 0             | 45     | 187    | 157    | 24     | 6      |
| S. Rösler        | 25            | 135           | 99            | 26            | 10            | 1                 | 8                 | 7                 | 1                 | 0                 | 1             | 0             | 0             | 0             | 0             | 83     | 313    | 202    | 83     | 28     |
| P. Rupprecht     | 21            | 91            | 75            | 7             | 9             | 1                 | 1                 | 1                 | 0                 | 0                 | 3             | 13            | 12            | 1             | 0             | 43     | 129    | 94     | 18     | 17     |
| P. Schumann      | 25            | 245           | 203           | 16            | 26            | 1                 | 13                | 11                | 1                 | 1                 | 3             | 23            | 20            | 0             | 3             | 65     | 493    | 424    | 27     | 42     |
| M. Takano        | 4             | 0             | 0             | 0             | 0             | 0                 | 0                 | 0                 | 0                 | 0                 | -             | -             | -             | -             | -             | 46     | 114    | 98     | 10     | 6      |
| Q. Zeller        | 21            | 152           | 131           | 12            | 9             | 1                 | 7                 | 6                 | 1                 | 0                 | 3             | 19            | 16            | 0             | 3             | 83     | 260    | 179    | 53     | 28     |

P = presenze; PT = punti totali; AV = attacchi vincenti; MV = muri vincenti; BV = battute vincenti